# Justine Favart
Marie Justine Benoîte Favart, de soltera Duronceray, i coneguda com a Mlle Chantilly en el seu debut a l'escenari i, després del seu matrimoni, com a Justine Favart o simplement Mme Favart, fou una ballarina, actriu, cantant lírica i dramaturga  nascuda el 14 de juny del 1727 a Avinyó (Occitània), i morta el 21 d'abril del 1772 a París.

## Biografia
Marie Justine Benoîte Duronceray fou filla de Perrette Claudine Bied i André René Duronceray, tots dos músics de la cort del rei de Polònia Estanislau I. Justine Duronceray rebé una educació acurada sota la protecció d'aquest príncep, i aprengué dansa, música i literatura.
El 1744, arran que sa mare havia obtingut permís del rei Estanislau per anar a París, es presentà a la fira parisenca de Saint-Laurent amb el nom de Mlle Chantilly, ballarina principal del rei de Polònia, i debutà amb el paper de Laurence en una peça titulada Les festes públiques, amb motiu del primer matrimoni del delfí Lluís, en què va tenir molt d'èxit.
Va ser allà on conegué Charles-Simon Favart, llavors director del Teatre de l'Opéra-Comique. Aquest teatre fou tancat el juny del 1745, perquè el seu èxit preocupava la Comédie-Française. Per complir amb els compromisos adquirits amb els actors, Favart obtingué permís per a fer un espectacle de pantomima a la fira de Saint-Laurent. Mlle Chantilly i Mlle Gobé van ballar una pantomima en un sol acte, Les Vendanges de Tempé, amb molt d'èxit.
Favart i Mlle Chantilly es casen el 12 de desembre del 1745. Favart, del 1746 al 1748, muntà un nou elenc al Théâtre de la Monnaie de Brussel·les. La seua dona hi tingué gran èxit, i ballà en diverses òperes còmiques compostes pel seu marit, en particular Les Nymphes de Diane (1747), Cythère siégée i Acajou (1748).
La parella fou contractada pel mariscal Maurici de Saxònia per dirigir la tropa ambulant d'actors que envià als exèrcits per tal de sostenir la moral dels soldats.  Mme Favart esdevingué amant del mariscal; després intentà escapar de les seues assiduïtats, i això dugué a ambdós cònjuges lletres de cachet: M. Favart s'amagà a Estrasburg mentre Mme Favart fou tancada en diferents convents.
Cedint als avanços del mariscal, fou alliberada i portada discretament al Castell de Chambord, que Maurice de Saxe havia rebut com a regal de Lluís XV. Ambdues cartes de persecució foren revocades i, a la mort del mariscal el 1750, els Favart pogueren tornar a París. Va abandonar el ball allà i començà com a actriu al Théâtre-Italien el 5 d'agost del 1749. La seua carrera teatral fou molt exitosa, no sols en les obres del seu marit, sinó també en tot el repertori d'òperes còmiques de l'època.
En l'edició en deu volums de les obres de la parella Favart, dels 1763-1772 (Duchesne, París), el volum V es dedica a les obres dramàtiques de Marie Justine Favart. Aquestes són:
- Els amors de Bastien i Bastienne, paròdia de The Village Soothsayer (1753);
- La feste d'amour, o Lucas et Colinette, petita obra de teatre en vers i un acte (1754);
- Els embruixats, o Jeannot i Jeannette, paròdia de Sorpreses d'amor (1757);
- La jove mal cuidada, o El pedant enamorat, paròdia de La Provençale (1758);
- Fortuna al poble, paròdia d'Églée (1760);
- Annette i Lubin, comèdia en un acte i en vers (1762).[9]

Segons el seu marit:
| « | Una alegria franca i natural la feia actuar d'una manera agradable i picant: no tenia models ni en feia servir. Apta per a tots els personatges, els va representar amb una autenticitat sorprenent. Minyones, amants, pageses, papers ingenus, papers de personatges, tot esdevingué seu; en una paraula, es va multiplicar infinitament, i sorprenia veure-la interpretar, el mateix dia, en quatre obres diferents, papers totalment oposats […] imitava els diferents modismes i dialectes tan perfectament, que la gent l'accent de la qual agafava prestat creia que era compatriota seua. | » |

Va ser la primera a adaptar el vestit als personatges que interpretava.
Va caure malalta al juny del 1771, va morir el 21 d'abril del 1772, als 44 anys. El seu marit, dèsset anys més gran que ella, li va sobreviure vint anys.

## Homenatges
Els Favart donaren nom al nom secundari del Teatre Nacional de l'Opéra-Comique de París, també anomenat "Sala Favart», i també a una habitació del Château de Chambord.